# Helotes
Helotes é uma cidade localizada no estado norte-americano do Texas, no Condado de Bexar.

## Demografia
Segundo o censo norte-americano de 2000, a sua população era de 4285 habitantes.
Em 2006, foi estimada uma população de 6460, um aumento de 2175 (50.8%).

## Geografia
De acordo com o United States Census Bureau tem uma área de 10,9 km², dos quais 10,9 km² cobertos por terra e 0,0 km² cobertos por água. Helotes localiza-se a aproximadamente 348 m acima do nível do mar.

## Localidades na vizinhança
O diagrama seguinte representa as localidades num raio de 16 km ao redor de Helotes.